# الشعيفانية
مركز القيصومة غرب منطقة القصيم بالقرب من الطريق السريع بين القصيم مكة المكرمة.

## التاريخ
مركز الشعيفانية جنوب غرب منطقة القصيم يحدها من الشمال الصويتية، وأيضا وادي الداث الذي يبعده عنها 8 كم. ولقد نزل بها قوم من الشعافين من بني عمرو من حرب واستوطنوا بها ديار، ويمر بجانبها طريق القصيم - مكة المكرمة وقد سكنها الشعافين من العطور من بني عمرو من مسروح من قبيلة حرب بعد نزوحهم من وادي الفرع جنوب منطقة المدينة المنورة.

## السكان
يبلغ عدد سكان الشعيفانية 2,300 نسمة وسكانها هم الشعافين من بني عمرو من حرب.

## الموقع الجغرافي
تقع غرب منطقة القصيم وتبعد عن مدينة بريدة 120 كم، وعن محافظة الرس 35 كم، وعن الشبيكية 70 كم.

## المناخ
المناخ قاري صحراوي، حار جاف صيفًا بارد مُمطر شتاء، وتبلغ درجة الحرارة صيفًا 45°م، وفي الشتاء تصل 3- ما دون الصفر ومتوسط سقوط المطر 145 ملم.